# Tomohiko Miyazaki
Tomohiko Miyazaki (japanisch 宮崎 智彦 Miyazaki Tomohiko; * 21. November 1986 in der Präfektur Tokio) ist ein japanischer Fußballspieler.

## Karriere
Miyazaki erlernte das Fußballspielen in der Universitätsmannschaft der Ryūtsū-Keizai-Universität. Seinen ersten Vertrag unterschrieb er 2009 bei Kashima Antlers. Der Verein spielte in der höchsten Liga des Landes, der J1 League. Für den Verein absolvierte er vier Erstligaspiele. 2011 wechselte er zum Zweitligisten Yokohama FC. Für den Verein aus Yokohama absolvierte er 28 Ligaspiele. 2012 wechselte er auf Leihbasis zum Erstligisten Júbilo Iwata. Nach der Ausleihe wurde er im Januar 2013 fest von Iwata unter Vertrag genommen. Am Ende der Saison 2013 stieg der Verein in die zweite Liga ab. 2015 wurde er mit dem Verein Vizemeister der zweiten Liga und stieg wieder in die erste Liga auf. Am Ende der Saison 2019 stieg der Verein wieder in die zweite Liga ab. Zu Beginn der Saison 2023 unterschrieb er in Fukushima einen Vertrag beim J3-League-Drittligisten Fukushima United FC.

## Erfolge
Kashima Antlers
- Japanischer Meister: 2009
- Japanischer Pokalsieger: 2010